# Michael Müller (Theologe, 1889)
Michael Müller (* 24. Juni 1889 in Bamberg; † 16. Mai 1970 ebenda) war ein deutscher katholischer Theologe und Hochschullehrer.

## Leben
Der gebürtige Bamberger Michael Müller wandte sich nach dem Abitur dem Studium der Theologie an der Philosophisch-Theologischen Hochschule Bamberg, der Philosophisch-Theologischen Hochschule Regensburg sowie der Ludwig-Maximilians-Universität München zu, welches er mit der Promotion zum Dr. phil. abschloss. Nach Assistenzjahren habilitierte Michael Müller sich 1924 als Privatdozent für die Fächer Moral- und Pastoraltheologie, Homiletik und Christliche Sozialwissenschaft an der Julius-Maximilians-Universität Würzburg. 1927 folgte Müller dem Ruf auf die planmäßige außerordentliche Professur seiner Habilitationsfächer an der Philosophisch-Theologischen Hochschule Bamberg. 1939 kehrte Michael Müller in der Funktion eines ordentlichen Professors an die Julius-Maximilians-Universität Würzburg zurück. (Mit Rang vom 1. April 1939 war er auch in Würzburg ab 16. April 1946 ordentlicher Professor für Moral- und Pastoraltheologie, Homiletik und christliche Sozialwissenschaft, wo er auch Vorstand des homiletischen und moraltheologischen Seminars war). 1954 wurde er entpflichtet.
Michael Müller trat mit Beiträgen zur Systematischen Theologie sowie im Besonderen zur Geschichte der Moraltheologie hervor. Er verstarb im Mai 1970 80-jährig in seiner Heimatstadt Bamberg.

## Schriften
- Die Freundschaft des hl. Franz von Sales mit der hl. Johanna Franziska von Chantal : eine moraltheologisch-historische Studie, Kösel & Pustet, München, 1923
- Grundlagen der Sexualethik, in: Die christliche Frau 27 (1929) 248–252.
- Kirche und geschlechtliche Sittlichkeit, in: Wilhelm Bergmann: Religion und Seelenleiden : Vorträge d. 5. Sondertagung d. Katholischen Akademikerverbandes in Kevelaer,  Haas & Grabherr, Augsburg, 1930
- Ethik und Recht in der Lehre von der Verantwortlichkeit : Ein Längsschnitt durch die Geschichte der katholischen Moraltheologie, J. Habbel, Regensburg, 1932
- Die Bewertung des Sexus im christlichen Altertum und im Mittelalter, in: Franz Xaver von Hornstein, Adolf Faller: Gesundes Geschlechts Leben, Kösel, Kempten; München, 1950
- Die Lehre des hl. Augustinus von der Paradiesesehe und ihre Auswirkung in der Sexualethik des 12. und 13. Jahrhunderts bis Thomas von Aquin : Eine moralgeschichtliche Untersuchung, Pustet, Regensburg, 1954
- Frohe Gottesliebe : Das Ideal des heiligen Franz von Sales, Franz-Sales-Verlag, Eichstätt; Wien, 1968
- Grundlagen der katholischen Sexualethik, Pustet, Regensburg, 1968